# Ferdulf
Ferdulf (ur. ? – zm. 705) – bardzo krótko książę Friuli w 705. Paweł Diakon oskarżał go o oszustwo w przejęciu księstwa po śmierci księcia Ado. Pochodził z Ligurii.
Mówiono, że pragnął "chwały zwycięstwa nad Słowianami". Zapłacił pewnym Słowianom za najechanie jego kraju, żeby móc ich odeprzeć. Część słowiańskich wojsk spustoszyła pastwiska i zabrała inwentarz jako łup. Argait, lokalny sędzia lub sculdahis, udał się w pościg, ale nie był w stanie ich dogonić. Kilka dni później właściwa armia Słowian, którą opłacił Ferdulf, przybyła i zajęła pozycje na wzgórzu. Początkowo Fredulf zdecydował wyzwać ich na bardziej płaskim terenie, ale Argait popędził na wzgórze, a Fredulf, z obawy o nazwanie go tchórzem, podążył za nim. Cała kawaleria longobardzka została wybita a szlachta zdziesiątkowana. Argait i Ferdulf zginęli.